# Уилсон, Нил
Нил Уилсон (англ. Nile Wilson; род. 17 января 1996) — британский гимнаст. Бронзовый призёр Олимпийских игр 2016 года в Рио-де-Жанейро на перекладине.
Уилсон стал первым британским гимнастом, завоевавшим пять золотых медалей на чемпионате Европы по спортивной гимнастике 2014 года среди юниоров. На играх Содружества в 2014 году он завоевал четыре медали, включая две золотых. Действующий чемпион игр Содружества в упражнениях на горизонтальных брусьях.
Серебряный медалист сборной британской команды на чемпионате мира по спортивной гимнастике 2015 года. Это была первая серебряная медаль мужской сборной Великобритании.

## Биография
Уилсон родился 17 января 1996 года в Лидсе Учился в школе Pudsey Grangefield School..

## Карьера
В 2014 году Уилсон завоевал пять золотых медалей на чемпионате Европы по спортивной гимнастике в Софии. За выдающиеся достижения в спорте он получил награду Leeds Sports Awards.
На Играх Содружества в 2014 году Уилсон внес в копилку команды 86,607 очков, что позволило команде сборной Англии выиграть командное золото, а спортсмену претендовать на медаль в индивидуальном многоборье. Уилсон завоевал бронзовую медаль в многоборье с 87,965 очками и серебро на брусьях с 15,433 очками.
На чемпионате мира 2015 года по спортивной гимнастике в Глазго Уилсон набрал 88,365 очков.
В 2016 году Уилсон выступал на чемпионате AT&T American Cup. Здесь он занял третье место, набрав на параллельных брусьях 15,266 очков и получив пятое место в общем зачете с результатом в 84,131 очков.
В этом же году он выступал на Олимпийских играх в Рио-де-Жанейро в составе сборной команды со спортсменами: Луис Смит, Макс Уитлок, Кристиан Томас и Бринн Беван. Уилсон завоевал бронзовую медаль в упражнениях на перекладине с 15,466 очками, став первым британским гимнастом — бронзовым призёром Игр.
В 2023 году стал победителем телешоу «Танцы на льду» в паре с фигуристкой Оливией Смарт.

## Примечание
1. 1 2  Nile Wilson profile. British gymnastics. Дата обращения: 1 августа 2014. Архивировано 5 июля 2015 года.
2. ↑  GB Men Win Historic Silver at World Championships. BBC Sport (29 октября 2015). Дата обращения: 13 марта 2016. Архивировано 28 ноября 2015 года.
3. ↑  Sobot, Lee (26 июля 2015). Gymnastics: Nile's flying the flag for Leeds at Commonwealth Games. Yorkshire Evening Post. Архивировано 27 августа 2016. Дата обращения: 16 августа 2016.
4. ↑  Gymnastic Artistic Men's all-around qualification. 2014 Glasgow. Дата обращения: 1 августа 2014. Архивировано 11 августа 2014 года.
5. ↑  Glasgow Commonwealth results. 2014 Glasgow. Дата обращения: 1 августа 2014. Архивировано 26 августа 2016 года.
6. ↑  Historic World Championships come to a close. British Gymnastics (1 ноября 2015). Дата обращения: 13 марта 2016. Архивировано 5 августа 2016 года.
7. ↑  2016 AT&T American Cup. USA Gymnastics (5 марта 2016). Дата обращения: 13 марта 2016. Архивировано 9 сентября 2017 года.
8. ↑  Rio Olympics 2016: Nile Wilson wins Great Britain's first high bar medal. BBC (16 августа 2016). Дата обращения: 16 августа 2016. Архивировано 17 августа 2016 года.